# Rowenta
Rowenta è un marchio tedesco di piccoli elettrodomestici prodotti dalla Rowenta Werke GmbH di Erbach (Assia), azienda controllata dalla multinazionale francese Groupe SEB.

## Storia

### 1884-1945

Logo storico

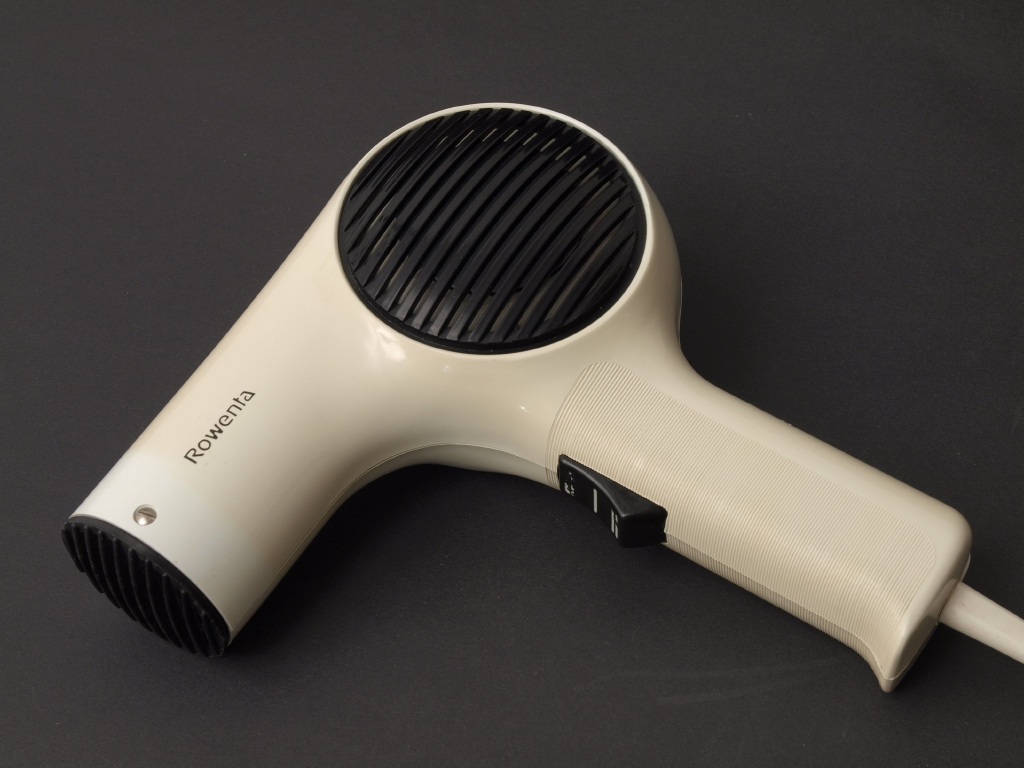
Asciugacapelli EK-661/67

Il marchio Rowenta nacque nel 1909, quando fu registrato dalla Weintraud & Co. GmbH, azienda di Offenbach am Main fondata nel 1884 da Robert Weintraud (1860-1927) e soci, che produceva fibbie, cinture ed accessori vari per la locale industria del cuoio.
La Weintraud & Co. GmbH creò il marchio Rowenta dalle iniziali Robert Weintraud. Venne registrato nel 1913. 
La Weintraud mutò successivamente produzione, e a partire dal 1913 produsse apparecchi elettrici per il riscaldamento e la cottura ed altri tipi di prodotti. Nel 1915 l'azienda lanciò il Types E 5003, primo tostapane di produzione tedesca, assieme al Simplex T-211 della AEG. Nel corso degli anni venti, la produzione a marchio Rowenta venne estesa alle macchine da caffè, ai bollitori elettrici e ai ferri da stiro.
Durante la seconda guerra mondiale, lo stabilimento di Offenbach venne distrutto dai bombardamenti, e le attività ripresero nel 1948, quando fu avviata la produzione di accendini e quella dei ferri da stiro con termostato.

### 1946-1997

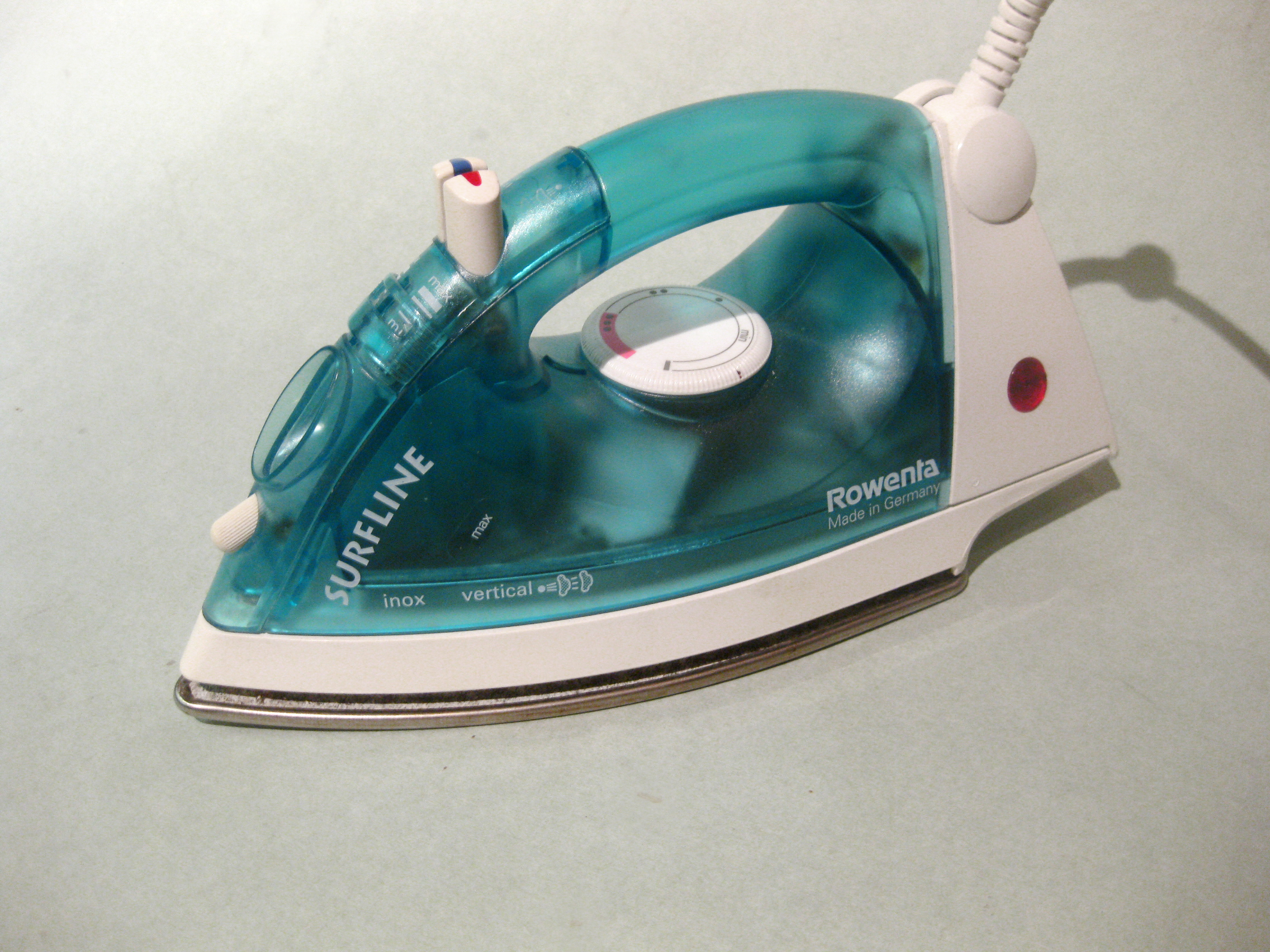
La linea Surfline degli anni '90, con case trasparente

Nel 1948 iniziò la produzione di accendini. 
Nel 1957 l'azienda tedesca lanciò il primo ferro a vapore, mentre due anni più tardi aprì un'altra fabbrica ad Erbach. Gli anni sessanta furono il periodo dei ferri da stiro Federleicht, i più venduti in Germania, ma anche quelli che videro la diffusione internazionale del marchio, grazie a numerose filiali create in Europa e Stati Uniti. Nel 1963 passò sotto il controllo della statunitense Sunbeam Corporation di Chicago.
Nel 1965, Rowenta vinse un premio del Museum of Modern Art di New York con un accendisigaro, e nel 1974 lanciò il suo primo aspirapolvere.
Vengono aperte le filiali Rowenta Austria 1967, Rowenta Italia 1973, Rowenta U.K. 1976, Rowenta Netherlands 1976 e Rowenta Belgium 1980.
Nel 1982 la società madre Sunbeam Corporation viene acquisita dalla Allegheny Technologies con sede a Pittsburgh, USA. La divisione accendini venne ceduta in licenza alla Gebr. Heinemann KG, Amburgo. Dopo quattro anni avviene la vendita con la casa madre Allegheny International alla Chicago Pacific Corporation (poi Maytag Corporation) con sede a Chicago, e viene fondata la Rowenta USA. Nel 1988 il marchio venne acquisito dai francesi del Groupe SEB. Sotto il controllo della multinazionale, gli apparecchi a marchio Rowenta, la cui gamma comprende apparecchi per il riscaldamento, l'igiene domestica e la cura della persona, sono prodotti unicamente ad Erbach, dopo la chiusura dello storico stabilimento di Offenbach, avvenuta nel 1997. Nel 1993 la Gebr. Heinemann KG acquisisce la Gerotec GmbH di Buchholz in der Nordheide, la licenza alla produzione di accendini.